# Красноармейское (Молдова)
Красноармейское (рум. Crasnoarmeiscoe) — село в Хынчештском районе Молдавии. Является административным центром коммуны Красноармейское, включающей также село Талаешты.

## География
Село расположено на высоте 89 метров над уровнем моря.

## Население
По данным переписи населения 2004 года, в селе Красноармейское проживает 2359 человек (1137 мужчин, 1222 женщины).
Этнический состав села:
| Национальность | Число жителей | Процентный состав |
| -------------- | ------------- | ----------------- |
| украинцы       | 1558          | 66.04             |
| молдаване      | 752           | 31.88             |
| русские        | 38            | 1.61              |
| гагаузы        | 5             | 0.21              |
| болгары        | 1             | 0.04              |
| прочие         | 5             | 0.21              |
| Всего          | 2359          | 100 %             |

## Известные уроженцы
- Шова, Василий Владимирович (род. 1959) — молдавский политик.